# Maladie du court-noué

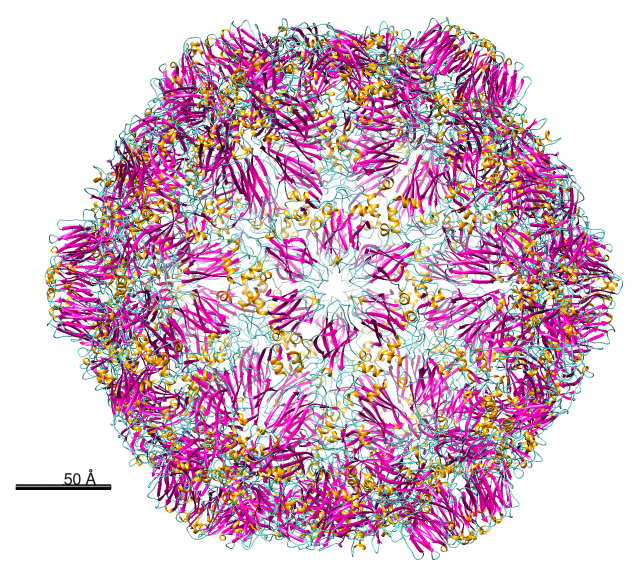
Structure cristalline du virus GFLV, un nepovirus responsable de la maladie du court-noué.

La maladie du court-noué est une maladie de la vigne.

## Description
C'est une maladie virale mortelle touchant les ceps de vigne dont les deux principaux virus responsables sont le GFLV (pour Grapevine Fan Leaf Virus en anglais, « virus des feuilles en palmettes de la vigne » en français) et l'ArMV (pour Arabis Mosaic Virus en anglais, « virus de la mosaïque de l'arabette » en français). Ces deux virus sont transmis à la plante par des vers ronds de l'embranchement des nématodes : Xiphinema index pour le premier et Xiphinema diversicaudatum (en) pour le second.
En 2010, des recherches de l'INRA visant à combattre le court-noué via des porte-greffes modifiés génétiquement ont fait l'objet d'arrachage de pieds de vigne par des faucheurs d'OGM.